# 李勇 (1960年7月)
李勇（1960年7月—），北京市人，中国人民解放军空军中将。
毕业于空军工程大学。在空军期间，历任飞行中队长、大队长、某试训中心三团团长、空44师师长、空军飞行试验训练某基地司令员。2009年，出任空军指挥学院副院长，后改任兰州军区空军参谋长、副司令员等职务。2016年，任中部战区副参谋长。2017年12月，升任中央军委联勤保障部队司令员。2021年8月调任中部战区副司令员。2023年12月，到龄退役。
2018年2月24日，当选为第十三届全国人大代表。2019年6月，晋升空军中将军衔。